# Bibiza

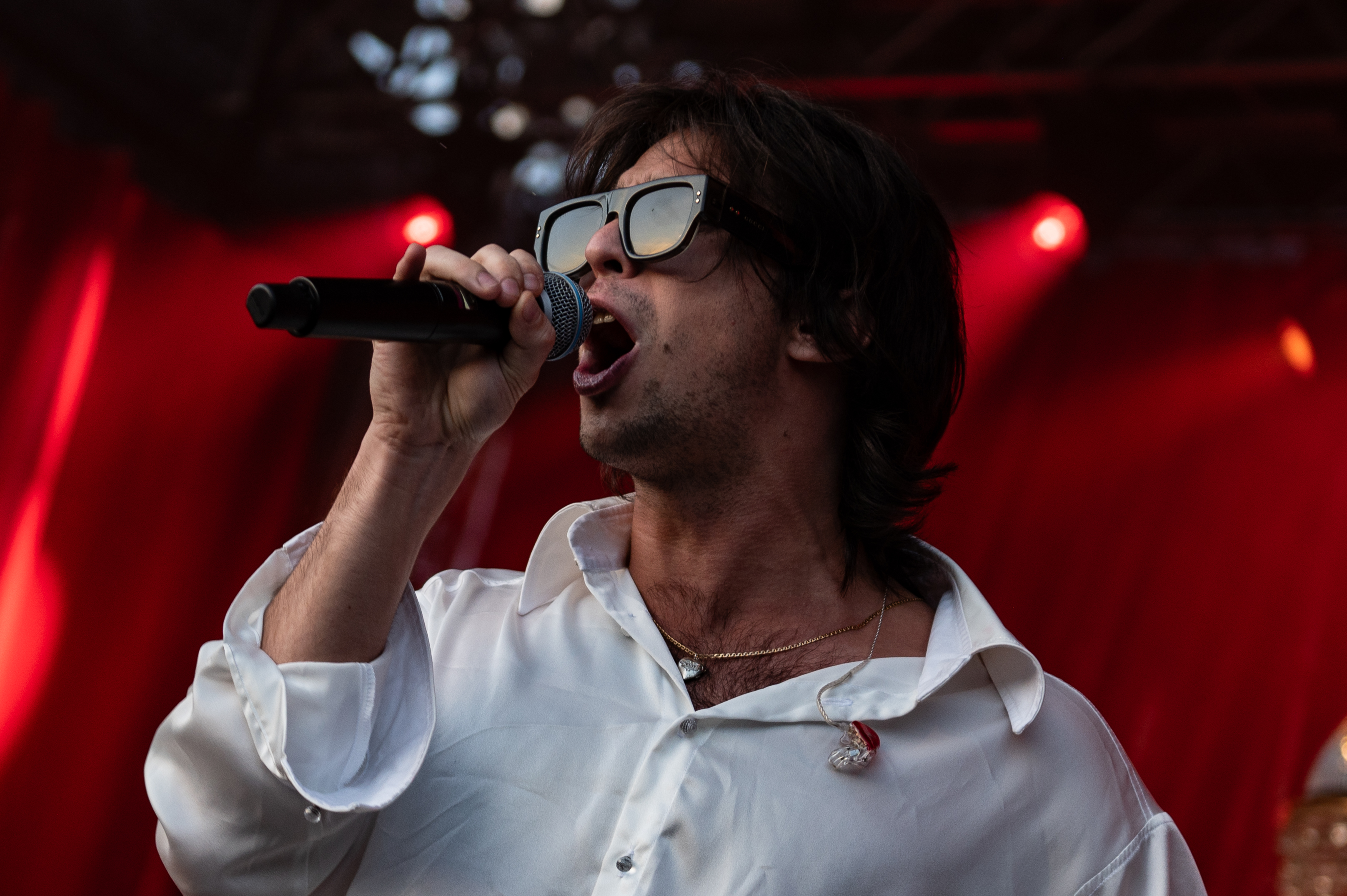
Bibiza beim Taubertal-Festival 2024

Bibiza (* 1999 in Wien, bürgerlich Franz Laurenz Bibiza, Eigenschreibweise: BIBIZA) ist ein österreichischer Rapper. Seine Musik beinhaltet Einflüsse aus Pop, Funk-Rock, primär der 1980er-Jahre, Elektronischer Musik und Hip-Hop.

## Leben und Karriere
Im Alter von 12 Jahren begann Bibiza auf der Gitarre Songs von Bands wie den Red Hot Chili Peppers, The Cure oder den Smashing Pumpkins zu spielen und seine Darbietungen auf YouTube zu veröffentlichen. Inspiriert von neuer deutschsprachiger Pop-Rap-Musik wie dem Lied Easy von Cro begann er ein Jahr später mit dem Rappen auf selbst produzierten Beats. Hierfür richtete er sich im heimischen Keller ein Tonstudio ein.
Zusammen mit Keinplan, wie er selber Teil der Kellerkinder, veröffentlichte er 2018 seine erste Single Absolut. Das erste Album, benannt Copypaste, folgte 2019.
Sein kommerziell bisher erfolgreichstes Album Wiener Schickeria veröffentlichte er am 12. Mai 2023. Das Album erhielt zudem größtenteils positive Rezensionen in der deutschsprachigen Musikszene. So vergab Laut.de vier von fünf Sternen und lobte dabei vor allem die Stringenz der Songs, poppigere und in seiner Musik neue Elemente sowie den berüchtigten Wiener Schmäh, der seinen Texten Ausdruck verleihe.
Im Jahr 2024 wurde Bibiza gleich fünf Mal für den Amadeus Award nominiert. Letztendlich erhielt er dann zwei Mal den Award. Ein Mal für den "Songwriter des Jahres" und ein Mal für "Best Sound" für das 2023 erschienene Album Wiener Schickeria.
Am 22. November 2024 ist sein sechstes Album bis einer weint erschienen. Die gleichnamige Tour führte ihn im Februar, März und April 2025 durch Deutschland, Österreich und die Schweiz. Bei den Amadeus Awards führte er das Nominiertenfeld in diesem Jahr mit insgesamt vier Nominierungen an ("Album des Jahres", "Live-Act des Jahres", "Best Sound", "Rock/Pop"). Die Auszeichnung erhielt Bibiza schließlich in der Kategorie "Best Sound".
Ende Mai kündigte er seine neue Single Maschinenraum zusammen mit Rapper Bausa an. Diese erschien am 6. Juni 2025. 

## Diskografie

### Alben
- 2019: Copypaste
- 2020: Bis Dato
- 2021: Zwei Zöpfe auf dem Kopf
- 2021: Lebe wie ein Hippie (Columbia[10][11][12])
- 2023: Wiener Schickeria (Columbia)
- 2024: bis einer weint (Columbia)

### Singles (Auszug)
- 2019: Bis Dato (Intro)
- 2021: Delle (mit prodbypengg)
- 2021: Kosmonauten (mit Ski Aggu)
- 2021: Ich steige aus der Dusche fühl mich frisch (mit prodbypengg)
- 2021: Zeit vergessen (mit Enzo Gaier)
- 2021: Finger weg (mit Enzo Gaier)
- 2022: viertelnachvier (mit MOLA und prodbypengg)
- 2022: Opernring Blues
- 2022: Schick mit Scheck
- 2022: Blau
- 2023: Stadtpark Insomnia
- 2023: Eine Ode an Wien
- 2023: Regen
- 2023: Casanova
- 2024: aufnimmawiederschaun
- 2024: DONAU
- 2024: Nicht schon wieder!
- 2024: Discoschnupfen (mit Nicholas Ofczarek)
- 2024: Tanzen
- 2025: Enge Freunde (mit nand)

## Auszeichnungen
Amadeus-Verleihung 2024
- Auszeichnung in der Kategorie Songwriter des Jahres für Eine Ode an Wien[13]
- Auszeichnung in der Kategorie Best Sound für Wiener Schickeria

Amadeus-Verleihung 2025
- Auszeichnung in der Kategorie Best Sound für bis einer weint[8]